# کوسه بادکنکی مشبک
کوسه بادکنکی مشبک (نام علمی: Cephaloscyllium fasciatum) نام یک گونه از سرده کوسه‌های بادکنکی است.